# Spathius floridanus
Spathius floridanus är en stekelart som beskrevs av William Harris Ashmead 1893. Spathius floridanus ingår i släktet Spathius och familjen bracksteklar. Inga underarter finns listade i Catalogue of Life.